# Стадион Метрополитано де Мерида
Стадион Олимпико Метрополитано де Мерида (шп. Estadio Olimpico Metropolitano de Mérid) је вишенаменски (фудбал, атлетика) стадион који се налази у Мериди, Венецуела. Стадион је изграђен да служи као једно од места одржавања Копа Америка 2007., а раније и као једно од места одржавања Националних игара у Андама Венецуеле 2005. Стадион је део већег спортског комплекса, названог Синко Агилас Бланкас, који се налази јужно од града.

## Историја стадиона
Изградња новог стадиона у Мериди почела је 2005. године, 165 дана након полагања првог камена, 7. децембра 2005. године, стадион је „условно отворен“ поводом свечаног отварања Венецуеланских националних спортских игара. На свечаном отварању била је укључена само једна од четири планиране трибине, капацитета 16 хиљада гледалаца. По завршетку Националних игара, изградња није одмах настављена, јер је влада земље морала да прерачуна буџет због замрзавања. Као резултат тога, у јануару 2016. извршена је ревизија, а трошкови изградње Метрополитана процијењени су на 107.274.982 америчких долара (230 милијарди боливара). Сам стадион постао је главни део олимпијског градског комплекса „Пет белих орлова“, Комплексо Олимпико Метрополитано „Синко Агуилас Бланкас“, .. Архитекта пројекта био је Карлос Суескун.
Потпуно отварање Метрополитано де Мерида одржано је 25. маја 2007. године када је одиграна пријатељска утакмица између репрезентација Венецуеле и Хондураса. Домаћини су победили резултатом 2:1, а први гол у историји стадиона у 18. минуту постигао је дефанзивац Винотинта Леонел Виелма..
Арена је изграђена за Куп Америке, који је 2007. године по први пут у историји организовала Венецуела. Метрополитано прима 42,2 хиљаде гледалаца, што га чини трећим по величини стадионом у Венецуели.

## Куп Америке 2007.
Стадион је отворен 2005. Реновиран је 2006. и 2007. године. Након тога стадион се могао користити за Копа Америка 2007. Три утакмице су одигране у групној фази на овом турниру.
| № | Датум         | Репрезентације       | Резултат | Турнир                           | Гледалаца |
| - | ------------- | -------------------- | -------- | -------------------------------- | --------- |
| 1 | 26. јун 2007. | Венецуела – Боливија | 2:2      | Копа Америка 2007. – групна фаза | 40.000    |
| 2 | 3. јул 2007.  | Перу – Боливија      | 2:2      | Копа Америка 2007. – групна фаза | 42.000    |
| 3 | 3. јул 2007.  | Венецуела – Уругвај  | 0:0      | Копа Америка 2007. – групна фаза | 42.000    |